# Спахичі (Босилєво)
45°28′ пн. ш. 15°16′ сх. д. / 45.46° пн. ш. 15.27° сх. д.
Спахичі (хорв. Spahići) — населений пункт у Хорватії, в Карловацькій жупанії у складі громади Босилєво.

## Населення
Населення за даними перепису 2011 року становило 32 осіб.
Динаміка чисельності населення поселення: